# Хафрагилсфос
Хафрагилсфос (на исландски: Hafragilsfoss) е водопад в Североизточна Исландия.
Водопадът се е образувал на река Йокулса. Намира се на няколко километра северно от другия величествен водопад на същата река – Детифос. Тъй като река Йокулса извира от ледниците, то и водопадите по течението ѝ са по-пълноводни и буйни с настъпването на пролетта и топенето на ледовете. Височината на водния пад на Хафрагилсфос е 27 m, а ширината му достига 91 m. Средният воден обем на водопада е около 200 m³/s като в най-пълноводните сезони достига до 420 m³/s.